# Бартоломео ді Джованні

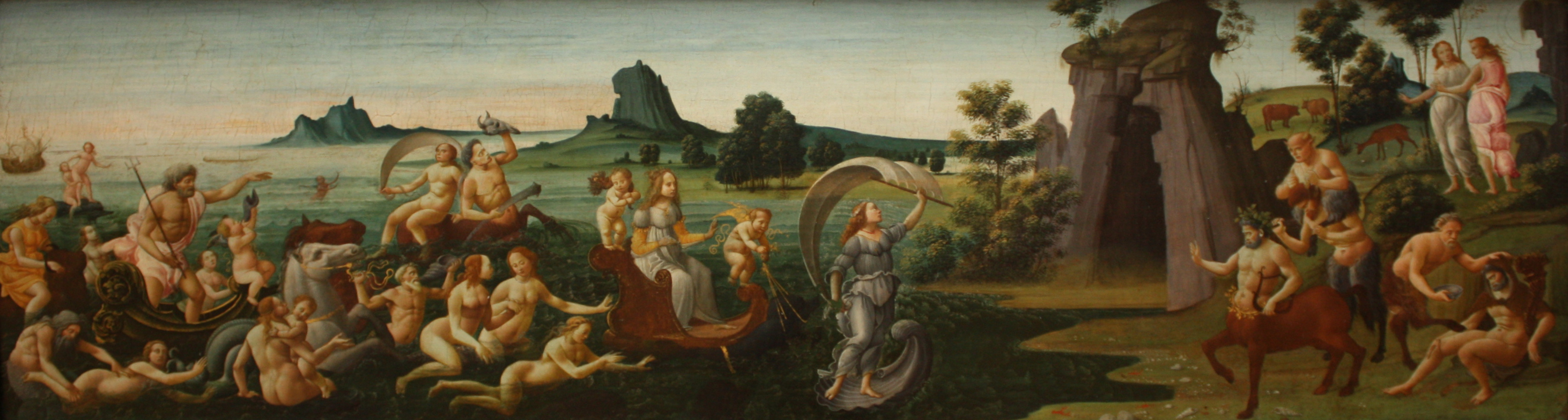
«Процесія Фетіди», Лувр, Париж

Бартоломе́о ді Джова́нні (італ. Bartolomeo di Giovanni), відомий як Алу́нно ді Доме́ніко (італ. Alunno di Domenico; працював 1475—1501, Флоренція) — італійський живописець.

## Біографія
Існує історичне підтвердження того, що він дійсно був одним із найбільш талановитих учнів Доменіко Гірландайо і впродовж декількох років працював у цього майстерні. На думку Бернарда Беренсона, авторитетного дослідника живопису Ренесансу, саме Бартоломео ді Джованні в 1488 році виконав вівтар «Поклоніння волхвів» і пределлу для Оспедале-дельї-Інноченті у Флоренції. Разом зі своїм вчителем він також брав участь у розписі Сікстинської капели.
Живописний стиль Бартоломео ді Джованні відрізнявся суворістю і розмірністю, увібравши в себе найкращі риси манери вчителя. Він також зазначав відчутного впливу Сандро Боттічеллі, з яким неодноразово працював разом.
Художник помер у Флоренції в 1501 році.